# مسجد سيدي يحيى (مالي)
سيدي يحيى هو مسجد ومدرسة بمدينة تمبكتو في مالي وتم الإنتهاء من بنائه عام 1440. سيدي يحيى مع جنكويربر وسانكور يكونون «جامعة» تمبكتو. تم تدمير ضريح سيدي يحيى في 2 يوليو 2012 بعد معركة غاو وتمبكتو.

## التاريخ
```
تسمية سيدي يحيى ترجع إلى أول إمام له وأستاذ جامعي سيدي يحيى (يسمى أيضًا سيدي يحيى تادلسي أو سيدي يحيى الأندلسي). يقع المسجد جنوب مسجد سانكوري الأكثر شهرة. بدأ تشييد مسجد سيدي يحيى عام 
1400
 من قبل الشيخ «المختار حملة» . استغرق الأمر 40 عامًا حتى يكتمل. في عام 1441، عين محمد نداح، حاكم مدينة 
تمبكتو
، صديقه المقرب سيدي يحيى كأول إمام له. كان هذا بمثابة بداية المسجد كمدرسة ومركز كبير للتعلم في المنطقة.
```